# Корець (буксир)
«Корець» (A830, до 2018 — U830) — морський буксир ВМСУ. З 2018 року базується в Азовському морі (ВМБ «Схід», Бердянськ).

## Історія
Морський буксир «МБ-30» проєкту 745 був побудований на Ярославському суднобудівному заводі (заводський № 403) у 1973 р.
Після спуску на воду він увійшов до складу Чорноморського флоту, де брав участь у багатьох операціях, як у Чорному морі, та і за його межами.
У ході однієї з таких місій він був сфотографований з американського літака 5 травня 1987 року у Середземному морі поблизу Єгипту.
1 серпня 1997 р. «МБ-30» був включений до складу Військово-Морських Сил України, отримав нову назву «Корець» на честь однойменного українського міста Корець (адміністративний центр Корецького району на Рівненщині), з присвоєнням бортового номера «U-830».

### Шторм 2007
11 листопада 2007 р. під час шторму у Севастопольській бухті корабель «Донбас» створив загрозу зіткнення з пришвартованими кораблями. «Донбас» перебував у центрі бухти, із заглохлими двигунами, без зв'язку, знеструмлений. Буксир «Корець» ВМС України підставив власний борт, врятувавши решту кораблів у бухті від зіткнення. В результаті буксир позбувся правого крила містка, фальшборту, були й інші ушкодження.
Після аварії ВМСУ тривалий час не могли знайти фінансових коштів для ремонту буксира, який був поставлений у відстій в Стрілецькій бухті Севастополя. У листопаді 2011 р. морський буксир «Корець» встав в ремонт в Севастополі. Тоді йому було проведено роботи по відновленню корпусу та надбудови. Окрім вище зазначених робіт будь-які інші, зокрема ремонт силової установки, не проводились.

### Інтервенція Росії до Криму

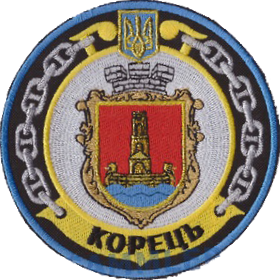
Нарукавний знак «Корця»

Під час окупації Кримського півострова 20 березня відбулось захоплення українських військових кораблів, серед яких був і буксир. Повернули Україні його 20 травня 2014 року, коли зі Стрілецької бухти у Севастополі окупанти вивели його та ще три судна у нейтральні води та вже звідти морський буксир здійснив перехід до Одеси.
На той час на буксирі «Корець» служила команда тральщика «Черкаси», який екіпаж був змушений покинути під тиском окупанта. Буксир базувався в м. Очаків.
У лютому 2017 року командувач ВМСУ Ігор Воронченко повідомив про плани купівлі за кордоном мінно-трального комплексу. У травні 2017 року з'явилося повідомлення, що імовірним судном, для якого призначений цей комплекс, є буксир «Корець», який планувалося модернізувати у тральщик.
Після 2014 року неодноразово брав участь у виконанні завдань за призначенням в акваторії Чорного моря. За два роки — станом на лютий 2016-го він вже мав понад 40 бойових виходів у море для виконання завдань з висвітлення надводної обстановки, розвідки та безпеки судноплавства у Чорному морі, забезпечення українського контингенту на острові Зміїний тощо.[джерело?]

### Перехід до Азовського моря
20 вересня 2018 року пошуково-рятувальне судно A500 «Донбас» та морський буксир A830 «Корець» вирушили з походом із Західної військово-морської бази ВМС України в Одесі до Бердянська. Планувалося, що вони мають стати основою новоствореної військово-морської бази українського флоту на Азовському морі. Починаючи від переходу поблизу окупованого Севастополя українські кораблі почав супроводжувати патрульний корабель Берегової охорони ФСБ РФ — «Аметист» проєкту 22460, згодом до нього долучився ще один не встановлений корабель. З порту Бердянську для їх зустрічі в напрямку Керченської переправи вирушили малі броньовані артилерійські катери P177 «Кременчук» та P178 «Лубни».
23 вересня, приблизно о 15:50, кораблі пройшли Керченський міст у супроводі кораблів та катерів ФСБ та ВМФ Росії. Повідомлялося, що там були присутні водолази та російські спецпризначенці.
Р177 «Кременчук» та P178 «Лубни», незважаючи на надісланий росіянами на перехоплення українських бронекатерів прикордонний катер, непоміченими пройшли повз нього на відстані 4 миль та підійшли до А500 «Донбас» увечері 24 вересня, після проходження ним Керченської протоки, в режимі радіомовчання. Під час зайняття позиції для конвоювання А500 «Донбас» українські катери відрізали від нього російський тральщик, в той момент росіяни й зрозуміли, що МБАКи вже тут. На російському тральщику, коли помітили український бронекатер, що той зовсім поруч, заграли бойову тривогу. Надалі, коли вже відійшли від Керченської протоки та йшли до Маріуполя, російський катер типу «Мангуст» провокував українські кораблі на постріли, агресивно наближаючись до А500 «Донбас», але Р177 «Кременчук» та P178 «Лубни» відрізали його від «Донбасу», оточили та пробували притискати до українського берега. «Мангуст» відірвався від українських катерів лише завдяки більшій швидкості, наявності поруч великого судна, за яким він ховався, та збереження режиму невикористання зброї. Незважаючи на всі провокації з боку російських кораблів і суден, о 09:35 заходом морського буксира «Корець» успішно завершився перехід групи суден ВМС ЗС України до порту Маріуполя.
Під час походу для фіксації дотримання РФ Конвенції ООН та міжнародних угод, документування ймовірної протиправної діяльності з боку представників окупаційних військ під час проходу Керченської протоки кораблями ВМС ЗСУ, на борту одного з суден весь час перебували представники військової прокуратури Південного регіону України під керівництвом полковника юстиції Е. Плешка, який спеціалізується на міжнародному морському праві. Це знадобиться для розгляду, надання оцінки та відповідного реагування на протиправні дії країни-агресора у міжнародних судових інстанціях.
Після переходу до нового порту базування «Корець» долучився до завдань з висвітлення надводної обстановки та охорони морського узбережжя на Азовському морі.

### Випробування МБАК
19 листопада 2018 підрозділи ВМС України в Азовському морі поблизу Бердянської коси провели бойові стрільби. У супроводі буксира «Корець» стрільби проводив малий броньований артилерійський катер (МБАК) «Кременчук», озброєний бойовими модулями «Катран-М». Вперше в Азовському морі був застосований протитанковий ракетний комплекс (ПТРК) «Бар'єр», який адаптований виробником до морських умов, комплекс успішно вразив всі мішені. Екіпаж отримав новий досвід застосування сучасних українських ПТРК на морі.[джерело?]
У районі стрільб був помічений прикордонний корабель ФСБ РФ, який постійно знаходився біля району проведення стрільб. Провокацій з боку росіян на цей раз не було.
У 2019 році неодноразово відпрацьовував різноманітні вправи та завдання в Азовському морі, як з іншими плавзасобами ВМС ЗС України, так і Морською охороною ДПСУ.[джерело?]
На початку грудня 2019 року стало відомо про ремонт на ТОВ «СРЗ» (Азовський судноремонтний завод) якірного й швартовного шпиля морського буксира «Корець» (A830) ВМС ЗС України.[джерело?]

### Перетворення на патрульний корабель
У січні 2021 року з'явилася інформація про плани Генштабу ЗСУ перетворити морський буксир «Корець» (A830) проєкту 745 у патрульний корабель. Для виконання нових функцій морський буксир пройде комплексну модернізацію на одному з вітчизняних підприємств. До комплексу модернізації включено встановлення нового озброєння та радіолокаційного обладнання.
Ще за радянських часів, на базі цього проєкту, будувалась версія прикордонних-сторожових кораблів проєкту 745П, які штатно комплектувались АК-306, саме корабель проєкту 745П — ПСКР «Дон» прикордонної служби ФСБ Росії здійснив таран рейдового буксира «Яни Капу» ВМСУ. Дві наявні на «Корці» спарені кулеметні установки «Утьос-М» калібру 12,7-мм будуть замінені на 30-мм шестиствольні автоматичні артилерійські установки АК-306, здатні вражати цілі на дальності до 5000 метрів. Додатково «Корець» отримає 25-мм артилерійські установки 2М-3М (дальність ураження цілей до 3000 м, перший варіант установки 2М-3 (без «М») з автоматом 110-ПМ був прийнятий на озброєння у 1953 році). Спареною 25-мм установкою 2М-3М у ВМСУ озброєний рейдовий тральщик «Генічеськ», а також передані Морській охороні артилерійські катери проєкту 1204 «Шмель».
Додатково «Корець» отримає новий навігаційний комплекс для виявлення надводних і повітряних об'єктів (кораблів, катерів, літаків, безпілотних літальних апаратів і т. ін.), визначення їх координат, видачі інформації в цифровій формі для зовнішніх споживачів або відображення інформації на моніторі оператора, а також для вирішення завдань навігаційного орієнтування та проведення суден у районах підвищеної небезпеки.

## Озброєння
- 2 × 2 12,7-мм турельно-баштових установок Утес-М[14].